# Chirotica orientalis
Chirotica orientalis là một loài tò vò trong họ Ichneumonidae.